# 1896 год в истории железнодорожного транспорта
1896 год в истории железнодорожного транспорта

## События
- 6 апреля в Уэльсе открыта Сноудонская горная железная дорога.
- 3 мая — основан Луганский тепловозостроительный завод.
- Построен Завод имени Малышева.
- Создана флотилия Рязано-Уральской железной дороги[1].
- 30 августа — состоялась закладка железнодорожного моста через Енисей.
- Август — в харьковском районе, названном Балашовкой, рядом с вокзалом построенной в 1895 году Юго-Восточной (Харьково-Балашовской) железной дороги и на базе её ремонтных мастерских, специально для производства паровозов для южнорусских железных дорог, закончено строительство Харьковского завода Русского паровозостроительного и механического акционерного общества (ХПЗ РПиМО), ныне завод имени Малышева.
- 28 ноября — состоялось торжественное открытие движения по Daddy Long Legs.
- На заседании Русского технического общества профессор Р. Н. Савелиев впервые высказал идею о возможности применения аэросъёмки при трассировании железных дорог. Сообщение о докладе было помещено в журнале «Железнодорожное дело».[2]
- В России основано «Московское инженерное училище», с 1913 получившее название «Института инженеров путей сообщения» (с 1924 — «Московский институт инженеров железнодорожного транспорта», с 1993 — «Московский государственный университет путей сообщения»).[2]
- В норвежском городе Хамар был открыт Норвежский железнодорожный музей — национальный музей железнодорожного транспорта Норвегии.

## Новый подвижной состав
В России:
- Невский завод выпустил первые 20 паровозов типа 1-3-0 серии Я.
- Коломенский завод выпустил первые 6 паровозов типа 2-3-0 серии А.
- Начался выпуск паровозов серии Ж.